# Mattias Ottosson
Mattias Ottosson (1971) é um político sueco. Desde 29 de setembro de  2014 Ottosson serve como membro do Riksdag em representação do círculo eleitoral do condado de Östergötland.